# Cameron Johnson
Cameron Jordan Johnson (Pensilvânia, 3 de março de 1996) é um jogador norte-americano de basquete profissional que atualmente joga no Denver Nuggets da National Basketball Association (NBA).
Ele jogou basquete universitário na Universidade de Pittsburgh e em North Carolina Tar Heels e foi selecionado pelo Minnesota Timberwolves como a 11ª escolha geral no Draft da NBA de 2019. Johnson foi trocado para o Phoenix Suns na noite do draft. Durante sua segunda temporada, ele chegou às Finais da NBA de 2021 com os Suns. Ele passou quatro temporadas em Phoenix antes de ser trocado para os Nets em fevereiro de 2023. Em 2025 ele foi trocado para o Denver Nuggets.

## Carreira no ensino médio
Em seu primeiro ano do ensino médio, Johnson era um armador de 1,80 metros antes de ter um surto de crescimento. Em sua última temporada, Johnson teve médias de 27,8 pontos, oito rebotes e cinco assistências. Ele terminou sua carreira com o total de 1.175 pontos.
Ele assinou com a Universidade de Pittsburgh em abril de 2014.

## Carreira universitária

### Pittsburgh
Johnson sofreu uma lesão no joelho logo em seu primeiro ano em Pittsburgh e ficou fora de toda a temporada.
Em seu segundo ano na Pitt, Johnson teve média de 11,9 pontos e acertou 41,5% de seus arremessos de três pontos. Ele se formou em comunicações depois de três anos.
Ele aproveitou a regra de transferência de pós-graduação e mudou-se para a Universidade da Carolina do Norte sem ficar um ano sem jogar. A Universidade de Pittsburgh inicialmente recusou-se a permitir sua liberação mas acabou cedendo. Ele citou a incerteza no treinamento e um histórico de derrotas como fatores em sua decisão de transferência.

### Carolina do Norte

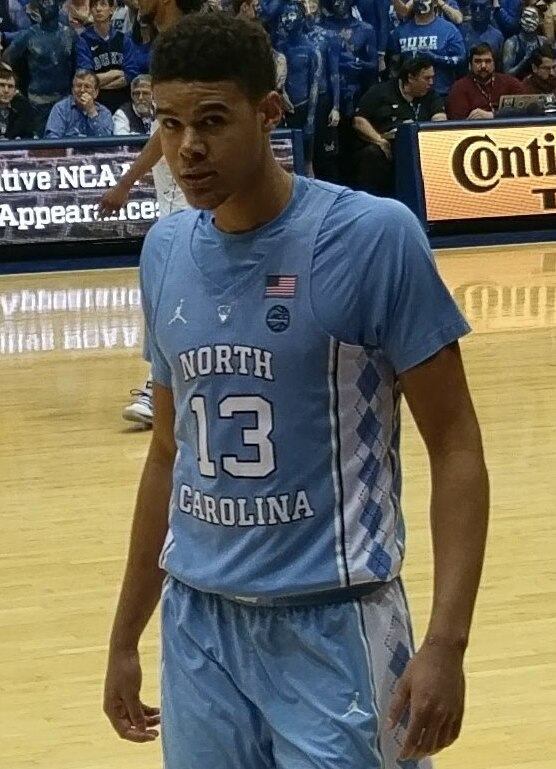
Johnson em 2018.

Em 15 de novembro de 2017, cinco dias após a abertura da temporada de sua equipe, Johnson fez uma cirurgia para consertar um menisco rompido. Ele acabou ficando de fora por dez jogos. Embora prejudicado pela lesão, Johnson terminou a temporada em terceiro na equipe em pontuação (12,4 pontos por jogo) e teve 4,7 rebotes por jogo. Johnson marcou 32 pontos, a melhor marca de sua carreira, contra Clemson.
Após a temporada, Johnson foi submetido a um procedimento artroscópico no quadril e anunciou sua intenção de retornar à Carolina do Norte para sua última temporada.
A última temporada de Johnson provou ser sua campanha mais bem-sucedida estatisticamente. Livre de lesão, ele foi o artilheiro da equipe com média de 16,9 pontos e também teve médias de 5,8 rebotes e 2,4 assistências. Johnson acertou 50,6% dos arremessos e 45,7% de arremessos de três pontos, levando alguns comentaristas a chamar Johnson de "o melhor arremessador do draft".
Johnson teve várias performances notáveis durante essa temporada: contra Wake Forest, ele acertou seus primeiros seis arremessos de três pontos e terminou o jogo com 27 pontos; contra Duke, Johnson terminou com 26 pontos em uma vitória por 88-72 contra o então melhor time do país; contra Clemson, ele fez seis cestas de três pontos e terminou o jogo com 19 pontos em uma vitória de dois pontos. Após a conclusão da temporada, Johnson foi nomeado para a Primeira-Equipe da ACC.

## Carreira profissional

### Phoenix Suns (2019–2023)
Em 20 de junho de 2019, o Minnesota Timberwolves selecionou Johnson como a décima primeira escolha geral no draft da NBA de 2019. Imediatamente, eles trocaram ele e Dario Šarić para o Phoenix Suns em troca de Jarrett Culver, a sexta escolha do draft. A negociação foi oficialmente concluída em 6 de julho, com os Suns mais tarde anunciando que havia assinado um contrato de 4 anos e US$18.5 milhões com Johnson no mesmo dia.
Em 26 de outubro de 2019, Johnson fez sua estreia na NBA em uma vitória por 130–122 sobre o Los Angeles Clippers. Em 19 de novembro, ele marcou 18 pontos, a melhor marca da temporada, em uma derrota por 120-116 para o Sacramento Kings. Johnson então igualou seu recorde da temporada em 5 de dezembro em uma vitória por 139-132 sobre o New Orleans Pelicans.
Ele fez seu primeiro jogo como titular em 10 de fevereiro de 2020 contra o Los Angeles Lakers. Em 3 de março de 2020, Johnson marcou 21 pontos, recorde da temporada, em seu 24º aniversário em uma derrota por 123-114 para o Toronto Raptors. Depois de ter ficado de fora pelo resto de março devido à mononucleose infecciosa, Johnson voltou à ação como titular em 31 de julho, marcando 12 pontos na vitória por 125-112 sobre o Washington Wizards. Dois dias depois, Johnson teve seu primeiro duplo-duplo profissional com 19 pontos e 12 rebotes, recorde da temporada, na vitória por 117–115 sobre o Dallas Mavericks. Em 6 de agosto, ele registrou seu segundo duplo-duplo da temporada com 12 rebotes e 14 pontos na vitória por 114-99 sobre o Indiana Pacers.
Em uma vitória por 119-112 sobre o Miami Heat, Johnson quebrou o recorde da franquia de jogador mais rápido a marcar pelo menos 100 cestas de três pontos, alcançando-o em apenas 54 jogos disputados. Com Johnson sendo titular, os Suns tiveram um recorde de 8-0 na Bolha da NBA, tendo uma sequência de vitórias de pelo menos 7 jogos pela primeira vez desde março de 2010. Johnson ajudou os Suns a chegar às Finais da NBA de 2021, mas a equipe perdeu a série em 6 jogos para o Milwaukee Bucks.
Em 4 de março de 2022, Johnson marcou 38 pontos, o recorde de sua carreira, incluindo a cesta de três pontos que venceu o jogo na vitória por 115–114 sobre o New York Knicks. Ele terminou em terceiro na votação de Sexto Homem da NBA, atrás do vencedor Tyler Herro e Kevin Love.
No começo da temporada de 2022–23, Johnson foi nomeado o ala-pivô titular dos Suns pelo técnico Monty Williams. Em 8 de novembro de 2022, Johnson foi submetido a uma cirurgia para remover parte do menisco do joelho direito e foi afastado por pelo menos dois meses.

### Brooklyn Nets (2023–Presente)
Em 9 de fevereiro de 2023, os Suns negociaram Johnson, junto com Mikal Bridges, Jae Crowder, quatro escolhas desprotegidas de primeira rodada e uma escolha de primeira rodada de 2028, com o Brooklyn Nets em troca de Kevin Durant e T. J. Warren.
Dois dias depois, Johnson fez sua estreia nos Nets e registrou 12 pontos, sete rebotes, sete assistências e três roubos de bola na derrota por 101-98 para o Philadelphia 76ers.
Em 6 de julho de 2023, Johnson assinou um contrato de 4 anos e US$94.5 milhões com os Nets.
Em 19 de novembro de 2024, Johnson fez o melhor jogo de sua carreira com os Nets, marcando 34 pontos e acertando 6 arremessos de três, liderando a equipe a uma vitória por 1 ponto sobre o Charlotte Hornets.

## Estatísticas da carreira

### NBA

#### Temporada regular
| Ano      | Equipe   | PJ  | PT  | MPJ  | AP   | 3P   | LL   | RT  | AS  | BR  | TO | PPJ  |
| -------- | -------- | --- | --- | ---- | ---- | ---- | ---- | --- | --- | --- | -- | ---- |
| 2019–20  | Phoenix  | 57  | 9   | 22.0 | .435 | .390 | .807 | 3.3 | 1.2 | .6  | .4 | 8.8  |
| 2020–21  | Phoenix  | 60  | 11  | 24.0 | .420 | .349 | .847 | 3.3 | 1.4 | .6  | .3 | 9.6  |
| 2021–22  | Phoenix  | 66  | 16  | 26.2 | .460 | .425 | .860 | 4.1 | 1.5 | .9  | .2 | 12.5 |
| 2022–23  | Phoenix  | 17  | 16  | 25.2 | .474 | .455 | .818 | 3.8 | 1.5 | .9  | .4 | 13.9 |
| 2022–23  | Brooklyn | 25  | 25  | 30.8 | .468 | .372 | .851 | 4.8 | 2.1 | 1.4 | .3 | 16.6 |
| 2023–24  | Brooklyn | 58  | 47  | 27.6 | .446 | .391 | .789 | 4.3 | 2.4 | .8  | .3 | 13.4 |
| 2024–25  | Brooklyn | 57  | 57  | 31.6 | .475 | .390 | .893 | 4.3 | 3.4 | .9  | .4 | 18.8 |
| Carreira | Carreira | 340 | 181 | 26.7 | .454 | .396 | .837 | 3.9 | 1.9 | .8  | .3 | 13.3 |

#### Playoffs
| Ano      | Equipe   | PJ | PT | MPJ  | AP   | 3P   | LL   | RT  | AS  | BR | TO | PPJ  |
| -------- | -------- | -- | -- | ---- | ---- | ---- | ---- | --- | --- | -- | -- | ---- |
| 2021     | Phoenix  | 21 | 0  | 21.1 | .500 | .446 | .906 | 3.1 | .8  | .9 | .2 | 8.2  |
| 2022     | Phoenix  | 13 | 3  | 24.6 | .465 | .373 | .813 | 3.5 | 1.5 | .4 | .1 | 10.8 |
| 2023     | Brooklyn | 4  | 4  | 38.0 | .509 | .429 | .857 | 5.8 | 2.8 | .8 | .3 | 18.5 |
| Carreira | Carreira | 38 | 7  | 27.9 | .491 | .416 | .858 | 4.1 | 1.7 | .7 | .2 | 12.5 |

### Universitário
| Ano      | Equipe         | PJ  | PT | MPJ  | AP   | 3P   | LL   | RT  | AS  | BR  | TO | PPJ  |
| -------- | -------------- | --- | -- | ---- | ---- | ---- | ---- | --- | --- | --- | -- | ---- |
| 2014–15  | Pittsburgh     | 8   | 0  | 14.4 | .394 | .348 | .500 | 1.1 | .5  | .1  | .4 | 4.5  |
| 2015–16  | Pittsburgh     | 32  | 1  | 11.7 | .397 | .375 | .808 | 1.8 | .5  | .3  | .2 | 4.8  |
| 2016–17  | Pittsburgh     | 33  | 33 | 33.3 | .447 | .415 | .811 | 4.5 | 2.3 | .9  | .3 | 11.9 |
| 2017–18  | North Carolina | 26  | 20 | 29.3 | .426 | .341 | .847 | 4.7 | 2.3 | .7  | .2 | 12.4 |
| 2018–19  | North Carolina | 36  | 36 | 29.9 | .505 | .457 | .818 | 5.8 | 2.4 | 1.2 | .3 | 16.9 |
| Carreira | Carreira       | 135 | 90 | 23.7 | .433 | .387 | .756 | 3.5 | 1.6 | .6  | .2 | 10.1 |

Fonte:

## Vida pessoal
Johnson é cristão. Quando o hino nacional é tocado antes dos jogos, ele recita o Salmo 23. Ele também veste a camisa 23 em parte por causa do Salmo 23.

O irmão de Cameron, Puff Johnson, joga basquete na Universidade Estadual da Pensilvânia. A mãe de Johnson, uma croata-americana, é enfermeira escolar. Isso inspirou Johnson a agradecer especialmente aos profissionais de saúde e suas famílias em seu jogo em 7 de fevereiro de 2021 contra o Boston Celtics, o primeiro jogo em casa do Suns desde 8 de março de 2020 a ter fãs entrando em sua arena após lidar com a pandemia de COVID-19.